# Gennari Karganow
Gennari Ossipowitsch Karganow (russisch Генарий Осипович Корганов Genarij Osipovič Korganov, armenisch Գենարիոս Հովսեփի Ղորղանյան Genarios Hovsep’i Ghorghanyan; auch als Génari Karganoff oder Gennary Korganov bekannt; * 12. Mai 1858 in Kvareli (heute zu Georgien); † 12. April 1890 in Rostow) war ein russischer Komponist armenischer Abstammung.

## Leben
Karganow studierte Musik bei Carl Reinecke, Jadassohn und Wenzel in Leipzig und Louis Brassin (Klavierklasse) in St. Petersburg. Später arbeitete er in Tiflis. Seine Werke sind beeinflusst von Rimski-Korsakow und Tschaikowski. In ihnen verarbeitet er häufig Melodien aus dem Kaukasus, wie auch in seinem Ballett Bayati.

## Werke (Auswahl)
- Petite Valse. op. 10 No. 2. (erschienen 2014 in der Eres Edition)
- Adieu (Mélodie). op. 20 No. 1 (erschienen 2014 in der Eres Edition)
- Für die Jugend. Zehn Klavierstücke. op. 21[4]